# Урубамба (річка)
Урубамба (ісп. Río Urubamba, у верхній течії — Вільканота, Río Vilcanota) — річка в центральній частині Перу. Бере початок у вододільному масиві в Центральних Андах. Майже на всьому протязі гірська річка з порогами і водоспадами. Протікає в глибоких каньйонах, що розчленовують хребти Вількабамба і Вільканота. Зливаючись з річкою Апурімак, утворює річку Укаялі (басейну Амазонки). Паводки в грудні-лютому. Над ущелиною Урубамби розташовуються руїни міста Мачу-Пікчу.

## Каскад ГЕС
На річці розташовані ГЕС Мачу-Пікчу, ГЕС Санта-Тереза.